# 스나이펠스외쿨

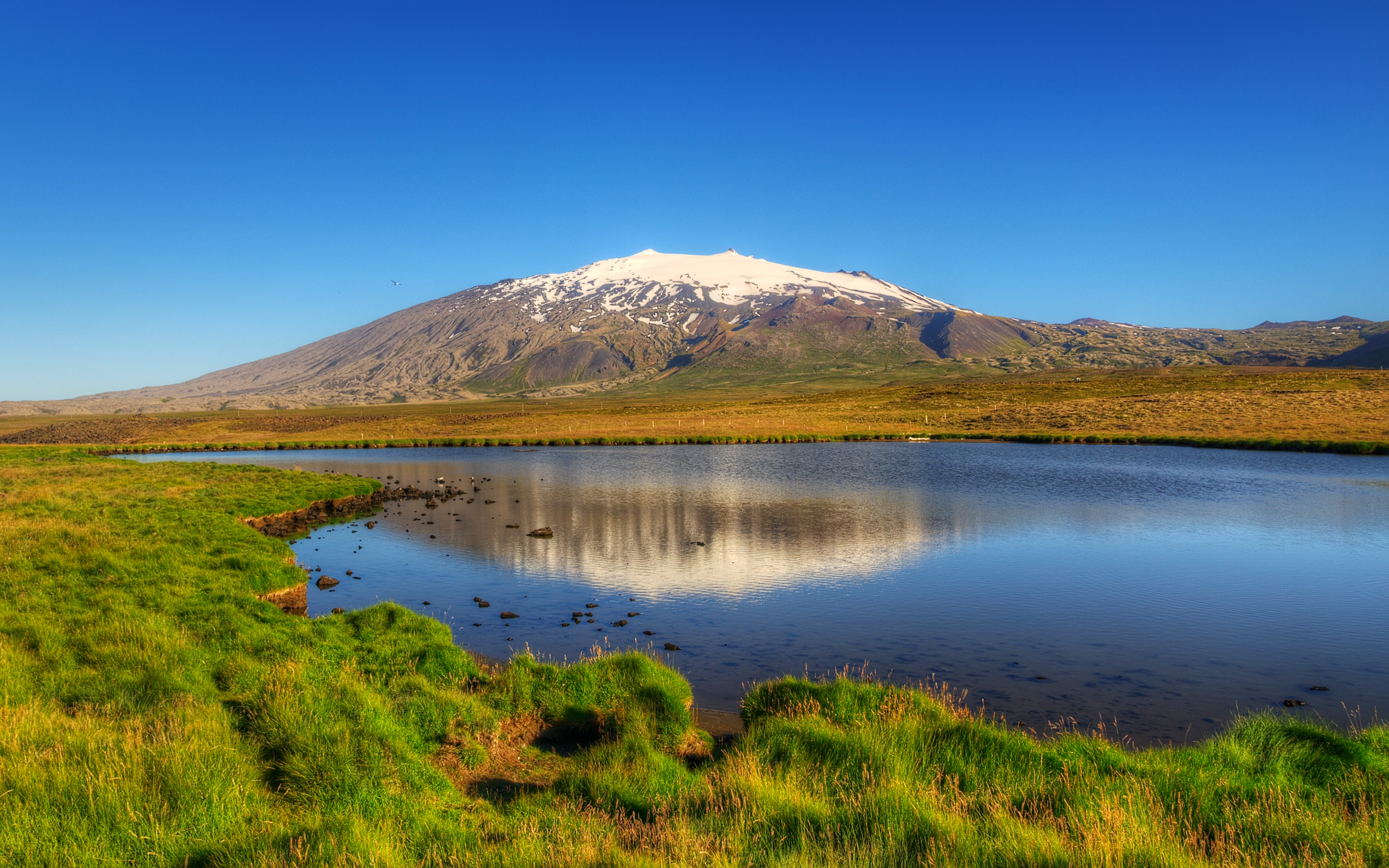
스나이펠스외쿨

스나이펠스외쿨(아이슬란드어: Snæfellsjökull)은 아이슬란드 서쪽 스나이펠스네스반도에 있는 성층 화산이다. 정상에 빙하가 있다. 원래 이름은 스나이펠스(Snæfell)지만, 동명의 산이 있기 때문에 구별하기 위해 스나이펠스외쿨이라고 부른다. 스나이펠스네스반도의 서쪽에 있고, 날씨가 좋으면 팍사만을 끼고 120km 떨어진 레이캬비크에서도 보일 수 있다.
스나이펠스외쿨은 아이슬란드에서 잘 알려진 관광 명소 중 하나이며, 쥘 베른의 소설 《지구 속 여행》 (1864년)에 등장한 것으로도 알려져 있다. 이 작품에서는 주인공이 지구의 중심의 지하 입구를 이 산에서 찾는다.
스나이펠스외쿨 주변 일대는 스나이펠스외쿨 국립공원(아이슬란드어: Þjóðgarðurinn Snæfellsjökull)으로 관리되고 있다.

## 같이 보기
- 아이슬란드의 지리